# Acinque Ice Arena
L'Acinque Ice Arena, anche noto come PalAlbani, è lo stadio del ghiaccio della città italiana di Varese (Lombardia); fin dal 1977 ospita le partite casalinghe dell'HCMV Varese Hockey, squadra partecipante dal 2013 al campionato di seconda divisione.
L'impianto sorge in località Bettole, presso Biumo Inferiore, accanto all'ippodromo cittadino, e ha una vocazione polisportiva: accanto alla pista del ghiaccio vi sono infatti una piscina e quattro palestre indoor; la capienza degli spalti della pista, suddivisi tra rettilineo e curva, è di circa 1.100 spettatori.

## Storia
La nascita del complesso, progettato dall'ingegner Giuseppe Ambrosetti, si deve all'impegno di Ambrogio Tenconi (1896-1971), medico pediatra, primario all'Ospedale di Circolo, filantropo ed insigne dirigente amministrativo, attivista Rotary oltre che presidente dell'Azienda autonoma di soggiorno varesina. Nel 1968, ispirato da un viaggio a Grenoble, il dottor Tenconi decise di impegnarsi per lo sviluppo degli sport su ghiaccio a Varese (dove esisteva una tradizione discatoria risalente almeno alla fine degli anni 1920); in prospettiva, pose i presupposti per la costruzione del palazzetto, che fu infine ultimata nel 1975.
L'intitolazione della struttura alla memoria del dottor Tenconi (che morì prima di vederla conclusa) venne sancita da una delibera del Consiglio comunale di Varese già nel 1973, sotto la sindacatura di Mario Ossola, ma de facto non venne mai resa esecutiva. In segno di protesta e di polemica per tale lacuna, a distanza di qualche anno il giornalista e scrittore Massimo Soncini ribattezzò l'impianto, unendo il termine palaghiaccio con l'odonimo della strada di accesso all'impianto (via Francesco Albani): nacque così la denominazione PalAlbani, che ottenne ampia popolarità, diventando tra l'altro d'uso comune sia nella stampa sia in atti ufficiali.
Nel 1985 venne rifatta la copertura, dopodiché nel successivo trentennio la manutenzione (complice varie difficoltà gestionali) si fece carente, rendendo l'impianto obsolescente e sempre meno funzionale: in molti casi l'accesso al pubblico dovette essere inibito per pericoli di cedimenti strutturali, ad esempio laddove si formavano accumuli di neve sul tetto.
Nel 2020 la struttura è stata quindi interessata dal progetto di una profonda ristrutturazione, che ha comportato la demolizione e ricostruzione quasi totale della stessa. I lavori hanno preso ufficialmente il via nel 2021 e si sono conclusi nell'estate dell'anno seguente, con completo rinnovamento sia della "parte ghiaccio" sia della "parte piscina". A decorrere dalla riapertura, l'impianto ha assunto la denominazione commerciale Acinque Ice Arena.
Il 15 novembre 2022 il palaghiaccio ristrutturato è stato inaugurato dal presidente Sergio Mattarella.

## Cultura di massa
- Alcune scene dei film Sbirro, la tua legge è lenta... la mia no! (1979) e Delitto a Porta Romana (1980) sono state girate all'Acinque Ice Arena.
- Una puntata della serie Gli svizzeri di Aldo, Giovanni e Giacomo è stata girata all'Acinque Ice Arena.[7]

## Galleria d'immagini

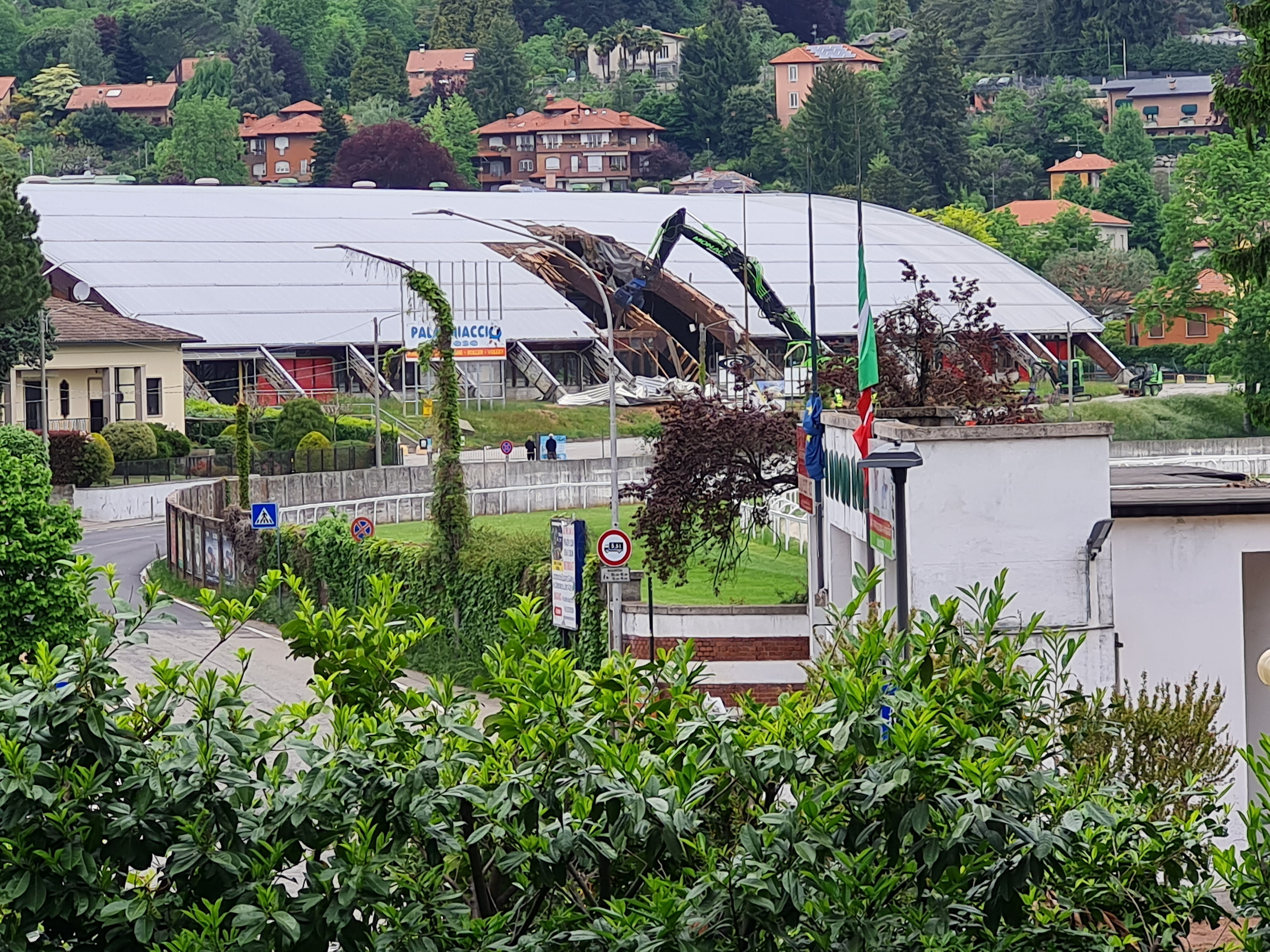
Demolizione della struttura nel maggio del 2021
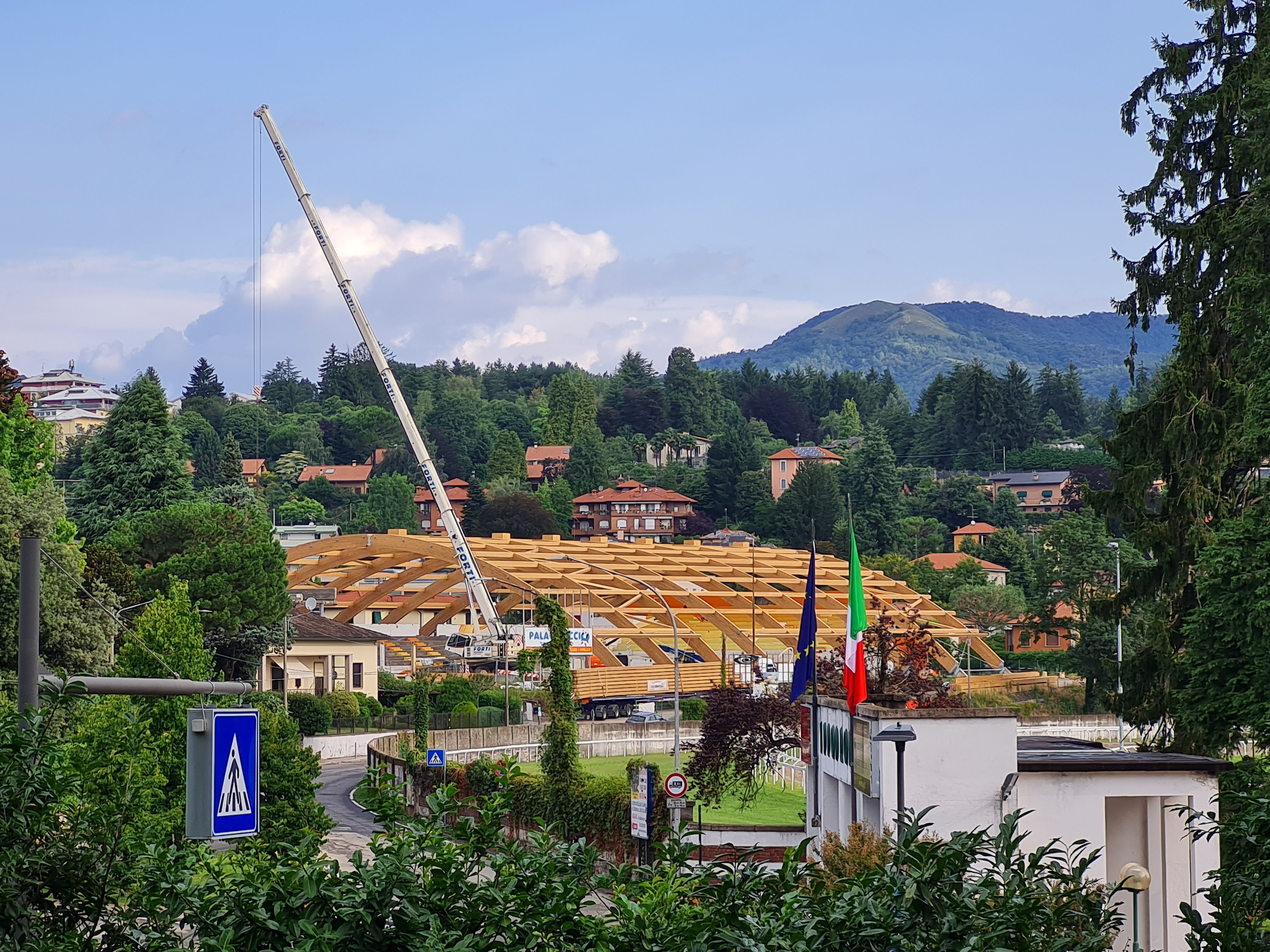
Fase di ricostruzione del palazzetto nel luglio del 2021
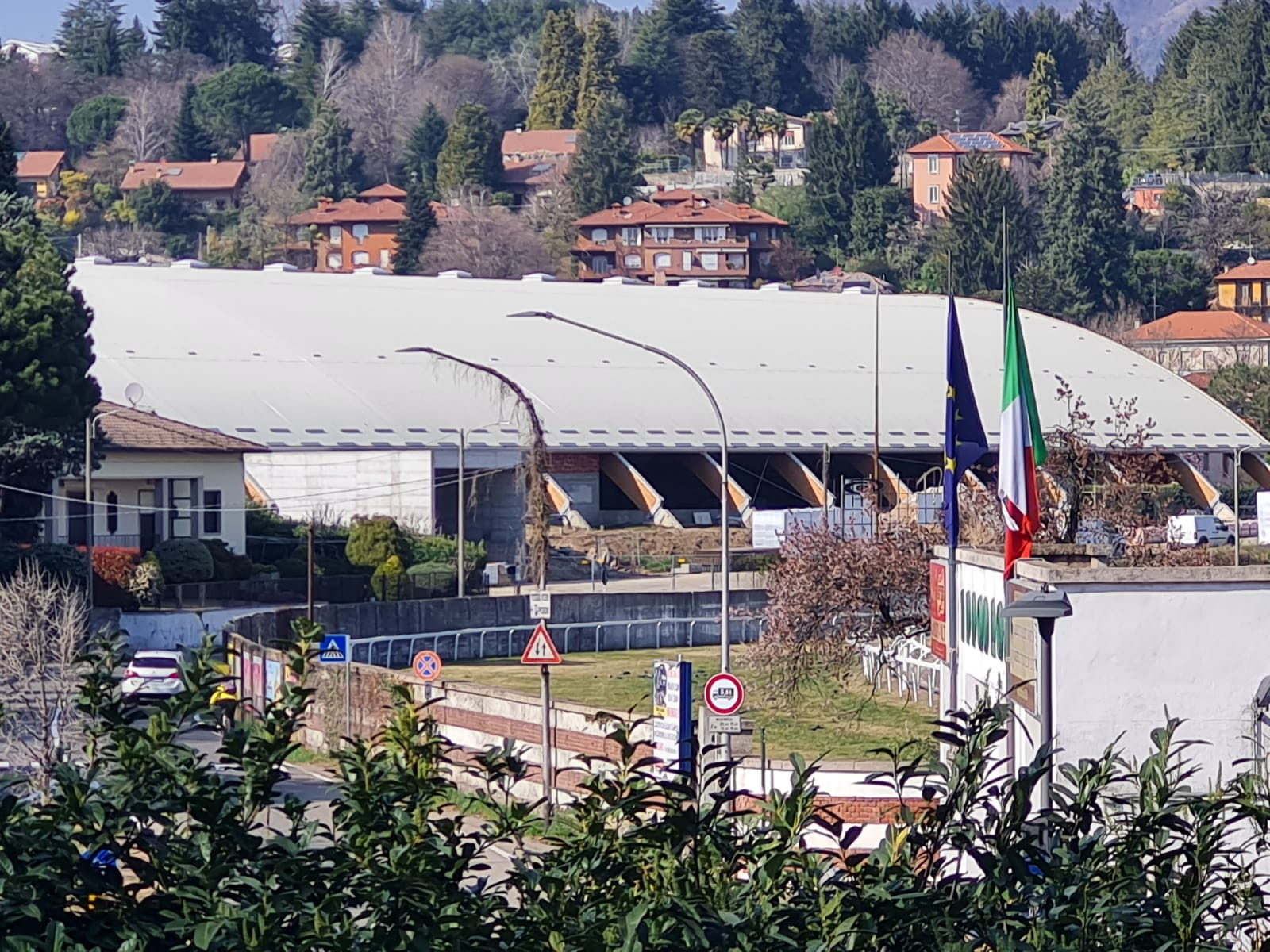
Veduta esterna del palaghiaccio in avanzata fase di ricostruzione (2022)
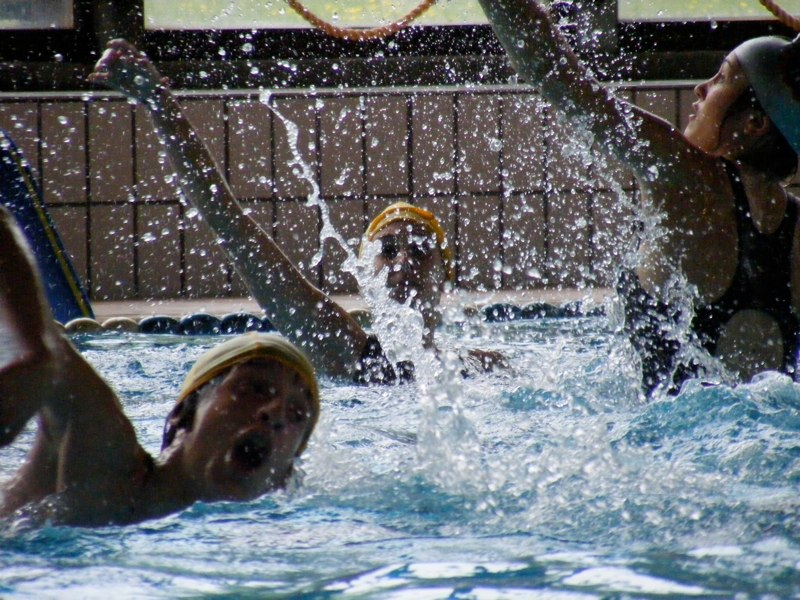
Partita di pallanuoto nella vecchia piscina del palaghiaccio
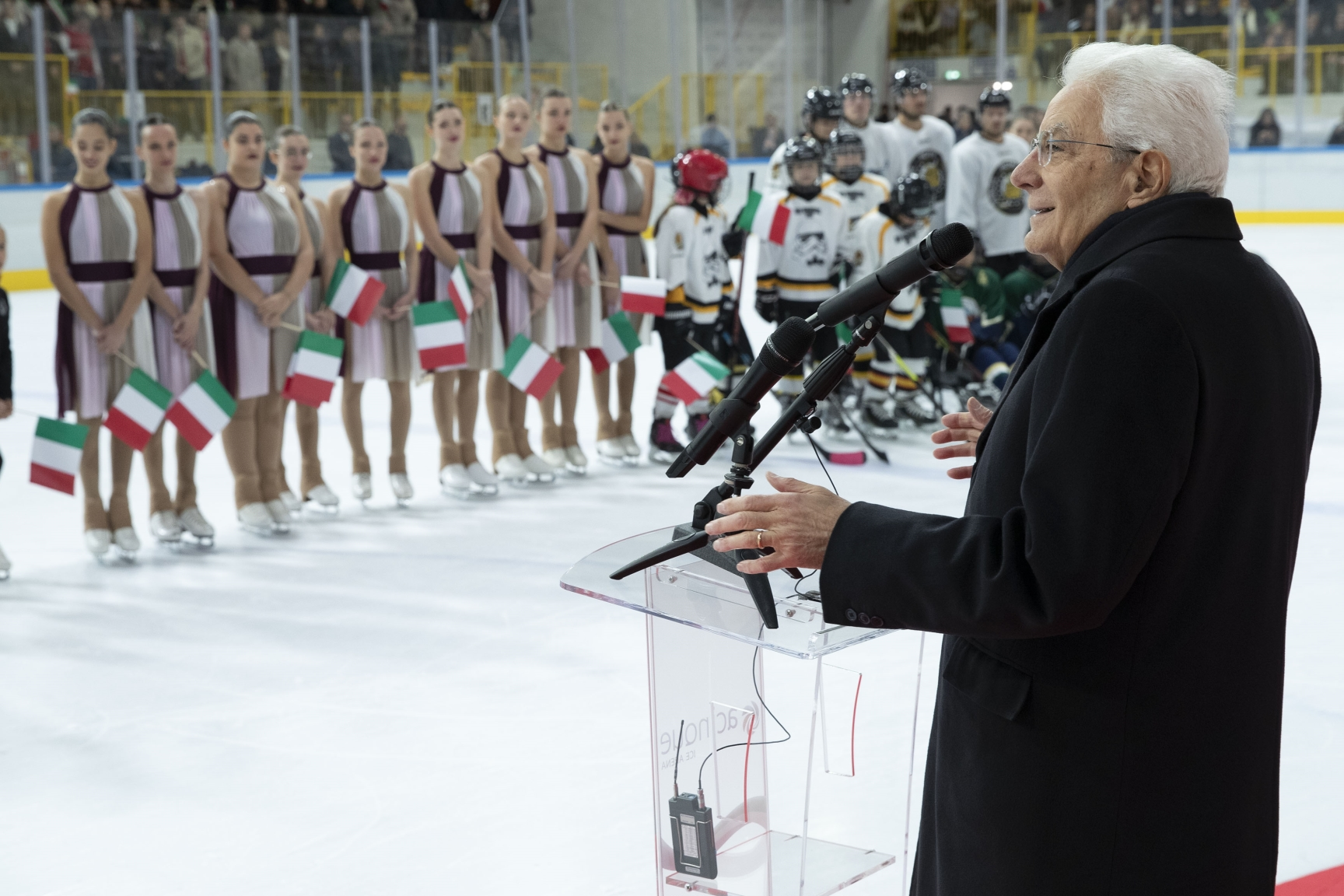
Il presidente della Repubblica Italiana Sergio Mattarella all'inaugurazione della nuova struttura, 2022